# Phasmatinae
I Phasmatinae Leach, 1815 sono una sottofamiglia di insetti stecco della famiglia Phasmatidae. Contiene almeno tre tribù; gli studi di Bradley & Galil hanno corretto l'ortografia del nome in "Phasmatinae" e hanno fornito una chiave per le tribù.

## Tassonomia
La Phasmida Species File identifica tre tribù:
- Acanthomimini Günther, 1953 - distribuzione Australasia
  - Acanthomima Kirby, 1904
  - Anophelepis Westwood, 1859
  - Arphax Stål, 1875
  - Echetlus (phasmid) Stål, 1875
  - Mauritiophasma Cliquennois & Brock, 2004
  - Vasilissa Kirby, 1896

- Acanthoxylini Bradley & Galil, 1977
  - Acanthoxyla Uvarov, 1944
  - Argosarchus Hutton, 1898
  - Clitarchus Stål, 1875
  - Pseudoclitarchus Salmon, 1991
  - Tepakiphasma Buckley & Bradler, 2010

- Phasmatini - distribuzione Australasia e sud-est asiatico:
  - Acrophylla Gray, 1835
  - Anchiale Stål, 1875
  - Cigarrophasma Brock & Hasenpusch, 2001
  - Ctenomorpha Gray, 1833
  - Dryococelus Gurney, 1947
  - Eurycnema Audinet-Serville, 1838
  - Onchestus Stål, 1877
  - Paractenomorpha Hennemann & Conle, 2004
  - Paracyphocrania Redtenbacher, 1908
  - Paronchestus Redtenbacher, 1908
  - Peloriana Uvarov, 1940
  - Phasma Liechtenstein, 1796

### Inclusione di altre tribù
Alcuni studiosi includono in questa sottofamiglia fino a sette tribù: I Clitumnini e i Pharnaciini sono qui separati in una sottofamiglia distinta Clitumninae, e mentre gli Achriopterini e gli Stephanacridini sono stati collocati anche nei Phasmatinae, altri autori li trattano come tribù incertae sedis tra i Phasmatidae come qui riportato.